# Codonoboea
Codonoboea là một chi thực vật có hoa trong họ Gesneriaceae. Nhiều loài của nó trước đây được đặt trong chi Henckelia.

## Phân bố và môi trường sống
Môi trường sống của các loài Codonoboea bị hạn chế trong các khu rừng nguyên sinh, nơi chúng có mặt ở mọi nơi từ vùng đất thấp tới cao nguyên, sinh sống trên các môi trường đất/đá có nguồn gốc từ granit, sa thạch và thạch anh nhưng không có mặt trên các môi trường sống nguồn gốc đá vôi hay thủy sinh. Đa dạng về cách mọc (mặc dù không có loài nào là dây leo hay biểu sinh), hình thái lá và hoa. Trung tâm đa dạng là khu vực Malaysia bán đảo, nhưng một số loài cũng được tìm thấy ở miền nam Thái Lan, Sumatra, Singapore, Borneo, Palawan (Philippines), Sulawesi và New Guinea.

## Lịch sử phân loại
Năm 1923, trong Flora of the Malay Peninsula, Henry Nicholas Ridley là người đầu tiên mô tả Codonoboea như là một chi và bao gồm 3 loài (C. leucocodon, C. ericiflora, C. lilacina), mà theo quan điểm của ông là không thể xếp vào bất kỳ chi nào khác. Năm 1929 ông bổ sung thêm loài C. caelestis. Tuy nhiên, Codonoboea theo định nghĩa của ông là khá lỏng lẻo và không khác biệt rõ ràng với chi có quan hệ họ hàng gần nhất là Paraboea (C.B.Clarke) Ridl., 1905. Quả thực, hai đặc trưng chẩn đoán, là các cuống hoa hợp sinh với cuống lá (gắn với lá) và các thùy tràng hoa rất ngắn và giống như răng chỉ có mặt trên 2 trong số 3 loài ông mô tả.
Năm 1971, Burtt chuyển một số loài Paraboea sang chi Didymocarpus Wall, 1819. Năm 1987, Kiew bổ sung thêm loài C. nivea, nhưng năm 1990 thì Kiew lại hạ cấp chi Codonoboea thành tổ Codonoboea trong chi Didymocarpus và định nghĩa lại nó để bao gồm chỉ 4 loài (D. corneri, D. ericiflorus, D. lilacinus, D. niveus) giống nhau với các cụm hoa mọc trên lá và loại bỏ D. leucocodon cùng D. caelestis ra khỏi tổ này.
Tuy nhiên, tự bản thân chi Didymocarpus cũng trải qua các lần định nghĩa lại dẫn tới sự loại bỏ các loài với quả hướng nghiêng và nứt ra ở bên hướng trục đối lại với các loài có quả thẳng đứng của Didymocarpus s. str. nứt ra ở cả bên hướng trục lẫn bên xa trục. Dựa vào sự tương đồng hình thái, các loài ở Malaysian bán đảo bị loại ra cùng với các loài Loxocarpus R.Br., 1838 được đặt vào chi Henckelia Spreng., 1817, một chi nhỏ khi đó chứa 14-15 loài từ miền nam Ấn Độ và Sri Lanka. Quyết định này đã sinh ra khoảng 180 tổ hợp tên gọi mới trong Henckelia.
Nghiên cứu phát sinh chủng loài phân tử năm 2009 của Möller et al. chỉ ra rõ ràng rằng các loài Henckelia ở Ấn Độ và Sri Lanka là khác biệt với các loài ở Malaysia bán đảo, và trong số các loài ở Malaysia bán đảo thì các loài Loxocarpus cũng là khác biệt cả với Henckelia lẫn các chi khác có sự tương tự về mặt hình thái. Các loài không-Henckelia và không-Loxocarpus này hiện nay được đưa về chi Codonoboea, tên gọi được công bố hợp lệ cho nhóm loài này, và vì thế định nghĩa của chi Codonoboea được mở rộng để chứa toàn bộ chúng.

## Các loài
Danh sách khoảng 120 loài liệt kê dưới đây lấy theo R. Kiew & C.L. Lim (2011), Rafidah et. al. (2011), Weber et al. (2011), Kartonegoro (2012), Middleton et al. (2013); bao gồm:
- Codonoboea alba (Ridl.) C.L.Lim, 2011
- Codonoboea albina (Ridl.) Kiew, 2011
- Codonoboea albomarginata (Hemsl.) Kiew, 2011
- Codonoboea alternans (Ridl.) Kiew, 2011
- Codonoboea alternifolia (C.B.Clarke) A.Weber, 2013
- Codonoboea amoena (C.B.Clarke) A.Weber, 2013
- Codonoboea angustifolia (C.B.Clarke) A.Weber, 2013
- Codonoboea anthonyi (Kiew) C.L.Lim, 2011
- Codonoboea appressipilosa (B.L.Burtt) D.J.Middleton, 2013
- Codonoboea ascendens (Ridl.) C.L.Lim, 2011
- Codonoboea atrosanguinea (Ridl.) C.L.Lim, 2011
- Codonoboea bakoensis (B.L.Burtt) A.Weber, 2013
- Codonoboea battamensis (Ridl.) A.Weber, 2013
- Codonoboea beccarii (C.B.Clarke) A.Weber, 2013
- Codonoboea bombycina (Ridl.) C.L.Lim, 2011
- Codonoboea breviflora (Ridl.) Kiew, 2011
- Codonoboea bullata (C.B.Clarke) A.Weber, 2013
- Codonoboea caelestis Ridl., 1929
- Codonoboea calcarea (Ridl.) Kiew, 2011
- Codonoboea castaneifolia (Ridl.) Kiew, 2011
- Codonoboea codonion (Kiew) C.L.Lim, 2011
- Codonoboea corneri (Kiew) Kiew, 2011
- Codonoboea corniculata (Jack) D.J.Middleton, 2013
- Codonoboea corrugata (Mendum) D.J.Middleton, 2013
- Codonoboea craspedodroma (Kiew) Kiew, 2011
- Codonoboea crenata (Baker) A.Weber, 2013
- Codonoboea crinita (Jack) C.L.Lim, 2011
- Codonoboea crocea (Ridl.) C.L.Lim, 2011
- Codonoboea curtisii (Ridl.) C.L.Lim, 2011
- Codonoboea davisonii (Kiew) Kiew, 2011
- Codonoboea dawnii (Kiew) Kiew, 2011
- Codonoboea densifolia (Ridl.) C.L.Lim, 2011
- Codonoboea dentata (Ridl.) A.Weber, 2013
- Codonoboea descendens (B.L.Burtt) A.Weber, 2013
- Codonoboea doryphylla (B.L.Burtt) C.L.Lim, 2011
- Codonoboea elata (Ridl.) Rafidah, 2011[11]
- Codonoboea elegans (C.B.Clarke) A.Weber, 2013
- Codonoboea ericiflora (Ridl.) Ridl., 1923
- Codonoboea falcata (Kiew) Kiew, 2011
- Codonoboea fasciata (Ridl.) C.L.Lim, 2011
- Codonoboea filicalyx (B.L.Burtt) D.J.Middleton, 2013
- Codonoboea flava (Ridl.) Kiew, 2011
- Codonoboea flavescens (Ridl.) Kiew, 2011
- Codonoboea flavobrunnea (Ridl.) Kiew, 2011
- Codonoboea floribunda (M.R.Hend.) C.L.Lim, 2011
- Codonoboea follicularis (C.B.Clarke) A.Weber, 2013
- Codonoboea geitleri (A.Weber) C.L.Lim, 2011
- Codonoboea glabrata (Ridl.) Kiew, 2011
- Codonoboea gracilipes (C.B.Clarke) A.Weber, 2013
- Codonoboea grandifolia (Ridl.) Kiew, 2011
- Codonoboea heterophylla (Ridl.) C.L.Lim, 2011
- Codonoboea hirsuta (Ridl.) C.L.Lim, 2011
- Codonoboea hirta (Ridl.) Kiew, 2011
- Codonoboea hispida (Ridl.) Kiew, 2011
- Codonoboea holttumii (M.R.Hend.) C.L.Lim, 2011
- Codonoboea humilis (Miq.) D.J.Middleton & Mich.Möller, 2011[12]
- Codonoboea inaequalis (Ridl.) Kiew, 2011
- Codonoboea johorica (Ridl.) Kiew, 2011
- Codonoboea kelantanensis (Kiew) Kiew, 2011
- Codonoboea kjellbergii (B.L.Burtt) Karton., 2012[13]
- Codonoboea koerperi (B.L.Burtt) A.Weber, 2013
- Codonoboea kolokensis (B.L.Burtt) D.J.Middleton, 2013
- Codonoboea kompsoboea (C.B.Clarke) A.Weber, 2013
- Codonoboea lanceolata (C.B.Clarke) A.Weber, 2013
- Codonoboea lancifolia (M.R.Hend.) C.L.Lim, 2011
- Codonoboea leiophylla (Kiew) C.L.Lim, 2011
- Codonoboea leptocalyx (C.B.Clarke) A.Weber, 2013
- Codonoboea leucantha (Kiew) Kiew, 2011
- Codonoboea leucocodon (Ridl.) Ridl., 1923 - loài điển hình.
- Codonoboea lilacina (Ridl.) Ridl., 1923
- Codonoboea longipes (C.B.Clarke) Kiew, 2011
- Codonoboea malayana (Hook.f.) Kiew, 2011
- Codonoboea marginata (C.B.Clarke) C.L.Lim, 2011
- Codonoboea miniata (Kiew) C.L.Lim, 2011
- Codonoboea modesta (Ridl.) Kiew, 2011
- Codonoboea murutorum (B.L.Burtt) A.Weber, 2013
- Codonoboea myricifolia (Ridl.) A.Weber, 2013
- Codonoboea nervosa  (C.B.Clarke) A.Weber, 2013
- Codonoboea nitida (Kiew & A.Weber) Kiew, 2011
- Codonoboea nivea Kiew, 1987
- Codonoboea pagonensis (B.L.Burtt) A.Weber, 2013
- Codonoboea parviflora (Ridl.) Kiew, 2011
- Codonoboea pauziana (Kiew) Kiew, 2011
- Codonoboea pectinata (C.B.Clarke ex Oliv.) Kiew, 2011
- Codonoboea platypus (C.B.Clarke) C.L.Lim, 2011
- Codonoboea pleuropogon (B.L.Burtt) A.Weber, 2013
- Codonoboea polyanthoides (Kiew) C.L.Lim, 2011
- Codonoboea porphyrea (B.L.Burtt) D.J.Middleton, 2013
- Codonoboea primulina (Ridl.) Kiew, 2011
- Codonoboea pulchella (Ridl.) C.L.Lim, 2011
- Codonoboea pumila (Ridl.) C.L.Lim, 2011
- Codonoboea punctata (C.B.Clarke) A.Weber, 2013
- Codonoboea puncticulata (Ridl.) C.L.Lim, 2011
- Codonoboea pyroliflora (Ridl.) Kiew, 2011
- Codonoboea quinquevulnera (Ridl.) C.L.Lim, 2011
- Codonoboea racemosa (Jack) A.Weber, 2013
- Codonoboea ramosa (Ridl.) Kiew, 2011
- Codonoboea reptans (Jack) C.L.Lim, 2011
- Codonoboea reticulosa (C.B.Clarke) A.Weber, 2013
- Codonoboea ridleyana (B.L.Burtt) Kiew, 2011
- Codonoboea robinsonii (Ridl.) Kiew, 2011
- Codonoboea rubiginosa (Ridl.) C.L.Lim, 2011
- Codonoboea rugosa (Ridl.) C.L.Lim, 2011
- Codonoboea salicina (Ridl.) C.L.Lim, 2011
- Codonoboea salicinoides (Kiew) C.L.Lim, 2011
- Codonoboea scabrinervia (C.B.Clarke) A.Weber, 2013
- Codonoboea serrata (R.Br.) A.Weber, 2013
- Codonoboea serratifolia (Ridl.) Kiew, 2011
- Codonoboea simplex (Kraenzl.) A.Weber, 2013
- Codonoboea soldanella (Ridl.) C.L.Lim, 2011
- Codonoboea stolonifera (Kiew) Kiew, 2011
- Codonoboea teres (C.B.Clarke) A.Weber, 2013
- Codonoboea tiumanica (Burkill ex Ridl.) C.L.Lim, 2011
- Codonoboea urticoides (A.Weber) Kiew, 2011
- Codonoboea venusta (Ridl.) Kiew, 2011
- Codonoboea virginea (B.L.Burtt) A.Weber, 2013
- Codonoboea viscida (Ridl.) Kiew, 2011
- Codonoboea vulcanica (Ridl.) A.Weber, 2013
- Codonoboea woodii (Merr.) A.Weber, 2013
- Codonoboea yongii (Kiew) C.L.Lim, 2011